# Satanas velox
Satanas velox är en tvåvingeart som beskrevs av Pavel Lehr 1963. Satanas velox ingår i släktet Satanas och familjen rovflugor. Inga underarter finns listade i Catalogue of Life.